# Anillo de Schatzki
El anillo de Schatzki, también llamado anillo esofágico inferior,  consiste en un estrechamiento a nivel de la porción inferior del esófago que generalmente es de origen congénito, y puede ocasionar dificultad intermitente durante la deglución de alimentos sólidos (disfagia), en muchas ocasiones se manifiesta de forma súbita tras la ingesta de bolos de carne tragados sin estar adecuadamente masticados, provocando la sensación de que la comida se atasca detrás del esternón y se queda bloqueada. 

## Descripción
El anillo de Schatzki está constituido por una membrana que disminuye la luz del esófago en grado variable, es una anomalía frecuente que afecta aproximadamente al 9% de la población, sin embargo con mucha frecuencia pasa inadvertida por no provocar síntomas. Se diagnostica mediante una gastroscopia que permite visualizar directamente el esófago y el estómago, o mediante una radiografía con papilla de bario. En la mayor parte de las ocasiones, esta anomalía no precisa tratamiento, pero cuando la dificultad para ingerir alimentos es importante, puede ser necesaria la cirugía o la dilatación forzada del esófago mediante una sonda especial que se introduce por la boca.